# Durham
Durham (wym. /ˈdʌrəm/) – miasto w północno-wschodniej Anglii, położone 13 mil na południowy zachód od Sunderland, nad rzekami Wear i Browney, ośrodek administracyjny hrabstwa Durham i dystryktu County Durham. W 2001 roku miasto liczyło 42 939 mieszkańców. W 2011 roku hrabstwo liczyło 902 400 mieszkańców.
W mieście znajdują się liczne zabytki architektury, w tym dwa (katedra i zamek) wpisane na listę światowego dziedzictwa UNESCO.
W mieście rozwinął się przemysł maszynowy oraz chemiczny.

## Szkolnictwo wyższe
W Durham funkcjonuje jeden z najstarszych brytyjskich uniwersytetów, Durham University, wymieniany na 5 lub 6 pozycji w rankingach uczelni brytyjskich.

## Miasta partnerskie
- Durham (Stany Zjednoczone)
- Bańska Bystrzyca (Słowacja)